# Глуховська Наталія Андріївна
Ната́лія Андрі́ївна Глухо́вська (*9 серпня 1946, Гвардійське) — українська поетеса.
Народилася 9 серпня 1946 р. в с. Гвардійське Городоцького району Хмельницької області.
Закінчила Луганське культосвітнє училище та Київський державний інститут культури. З 1994 р. живе і працює в США. Пише російською та українською мовами.
Автор збірок поезій «Відчуття», «Дорога выбрала меня…».